# Indra Devi

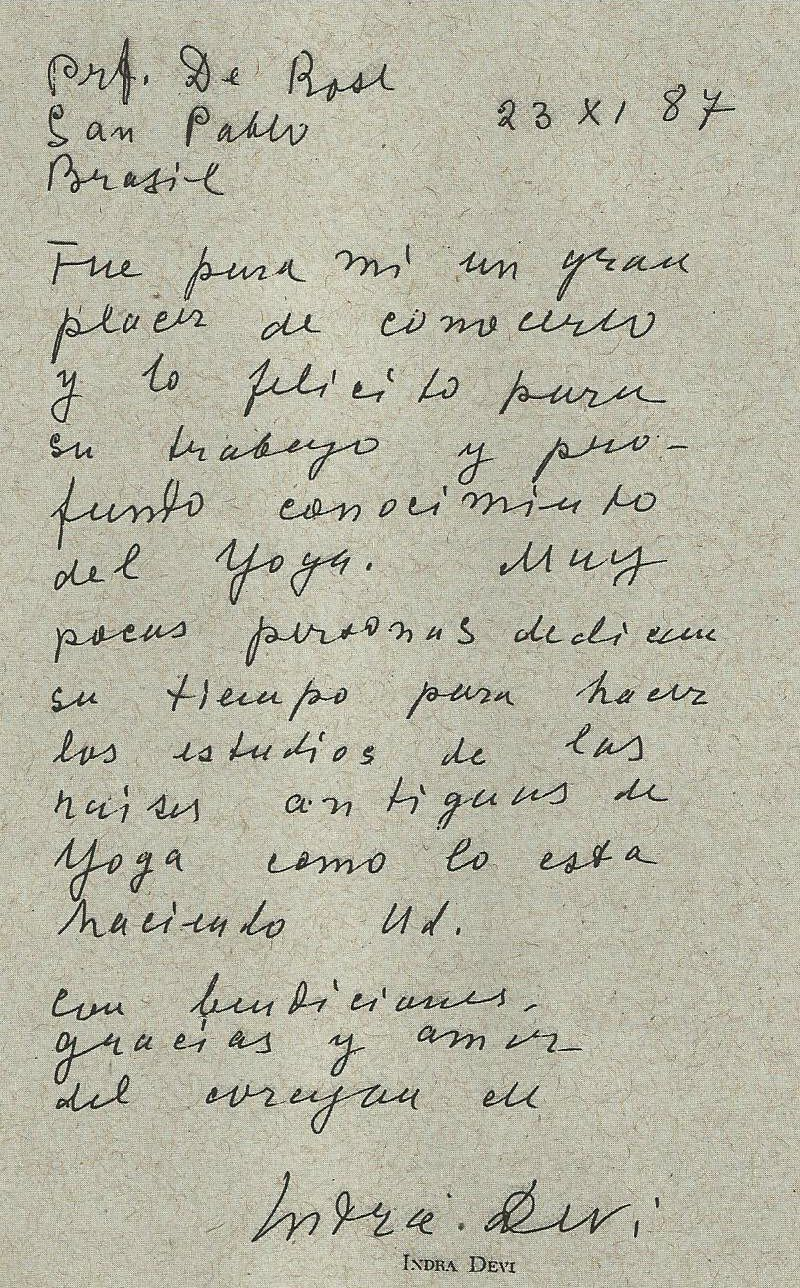
Ein Brief von Indra Devi

Indra Devi, geborene Eugenie Peterson, auch Eugenie Strakaty (* 30. Apriljul. / 12. Mai 1899greg. in Riga, Russisches Kaiserreich; † 25. April 2002 in Buenos Aires) war eine schwedisch-russisch-amerikanische Schauspielerin und Yogalehrerin. Sie war eine Schülerin von T. Krishnamacharya. Von ihren Schülern wurde sie mit Mataji (Hindi: „Mütterchen“) angesprochen.

## Leben
Indra Devi wurde als Eugenie Peterson am 25. April 1899 als Tochter des schwedischen Bankiers Vasili Peterson und der russischen Adligen Alejandra Labunskaia in Riga geboren. Sie besuchte in Moskau die Schauspielschule. 1920 floh sie mit ihrer Mutter vor den Bolschewiken nach Deutschland und arbeitete in Berlin als Tänzerin und Schauspielerin. 
Da sie sich durch die Lektüre von Rabindranath Tagore von der indischen Kultur angezogen fühlte, reiste sie 1927 mit dem Schiff nach Indien, wo sie unter dem Künstlernamen Indra Devi in indischen Filmen mitspielte. In Bombay lernte sie den tschechoslowakischen Diplomaten Jan Strakaty kennen, den sie 1930 heiratete.
Sie beschloss bei Tirumalai Krishnamacharya Yogaunterricht zu nehmen, wurde aber als Frau erst nach Fürsprache des Maharajas von Mysore aufgenommen und 1938 zur Yogalehrerin ausgebildet. Während ihres langjährigen Aufenthalts in Indien machte sie Bekanntschaft mit Rabindranath Tagore, Mahatma Gandhi und Jawaharlal Nehru.
1939 wurde ihr Mann nach China versetzt, wo sie in Shanghai die erste Yogaschule im Haus von Song Meiling, der Ehefrau des chinesischen Generalissimus Chiang Kai-shek, eröffnete. Nach dem Ende des Zweiten Weltkrieges kehrte sie mit ihrem Mann nach Indien zurück.
Nach dem Tode ihres Mannes im Jahre 1947 ging sie nach Kalifornien und eröffnete 1948 in Hollywood ein Yogastudio. 1953 heiratete sie in Los Angeles den Arzt Sigfrid Knauer. Sie ließ ihren Künstlernamen offiziell anerkennen und wurde US-amerikanische Staatsbürgerin. Die amerikanische Kosmetikunternehmerin Elizabeth Arden bot in ihren Gesundheitsprogrammen auch Yogakurse von Indra Devi an. Zu ihrer Kundschaft gehörten Hollywoodschauspieler, unter anderem Greta Garbo, Eva Gabor, Gloria Swanson, Jennifer Jones und Robert Ryan. 1960 reiste sie nach Moskau und nach einem Gespräch im Kreml wurde Yogaunterricht in der Sowjetunion bewilligt.  1961 eröffnete sie in Mexiko ein Yogastudio, das sie 1977 schloss, nachdem ihr zweiter Ehemann infolge eines Autounfall starb. Darauf zog sie nach Sri Lanka, um dort zu wohnen.
Indra Devi war eine Anhängerin von Sathya Sai Baba, weshalb sie ihren Yogastil Sai Yoga nannte. 1982 ließ sie sich auf das Angebot von Anhängern Sai Babas in Buenos Aires nieder, wo die Fundacion Indra Devi ins Leben gerufen wurde. Indra Devi, die fließend Russisch, Deutsch, Englisch, Spanisch und Französisch sprach, reiste rund um die Welt, um ihren Yoga zu vermitteln.
Im Februar 2002 erlitt sie einen Schlaganfall und verstarb am  25. April 2002 in Buenos Aires im Alter von 102 Jahren. Ihre Asche wurde in den Río de la Plata gestreut.

## Werke
- The Technique of Health and Happiness (1946)
- Forever Young, Forever Healthy – Yoga for Americans (mit Vorwort von Gloria Swanson)
- Yoga leichtgemacht. Stuttgart (1960)
- Ein neues Leben durch Yoga. München (1973)
- Yoga für Sie. München (1978)